# Горный (Озинский район)
Горный — посёлок в Озинском районе Саратовской области. Входит в состав сельского поселения Ленинское муниципальное образование.

## История
В 1961 году указом Президиума Верховного Совета РСФСР поселок Тюринский переименован в Горный.

## Население
| 2002 | 2010 |
| ---- | ---- |
| 260  | ↘169 |